# Agrostis personata
Agrostis personata é uma espécie de gramínea do gênero Agrostis, pertencente à família Poaceae.